# Apollo Telescope Mount

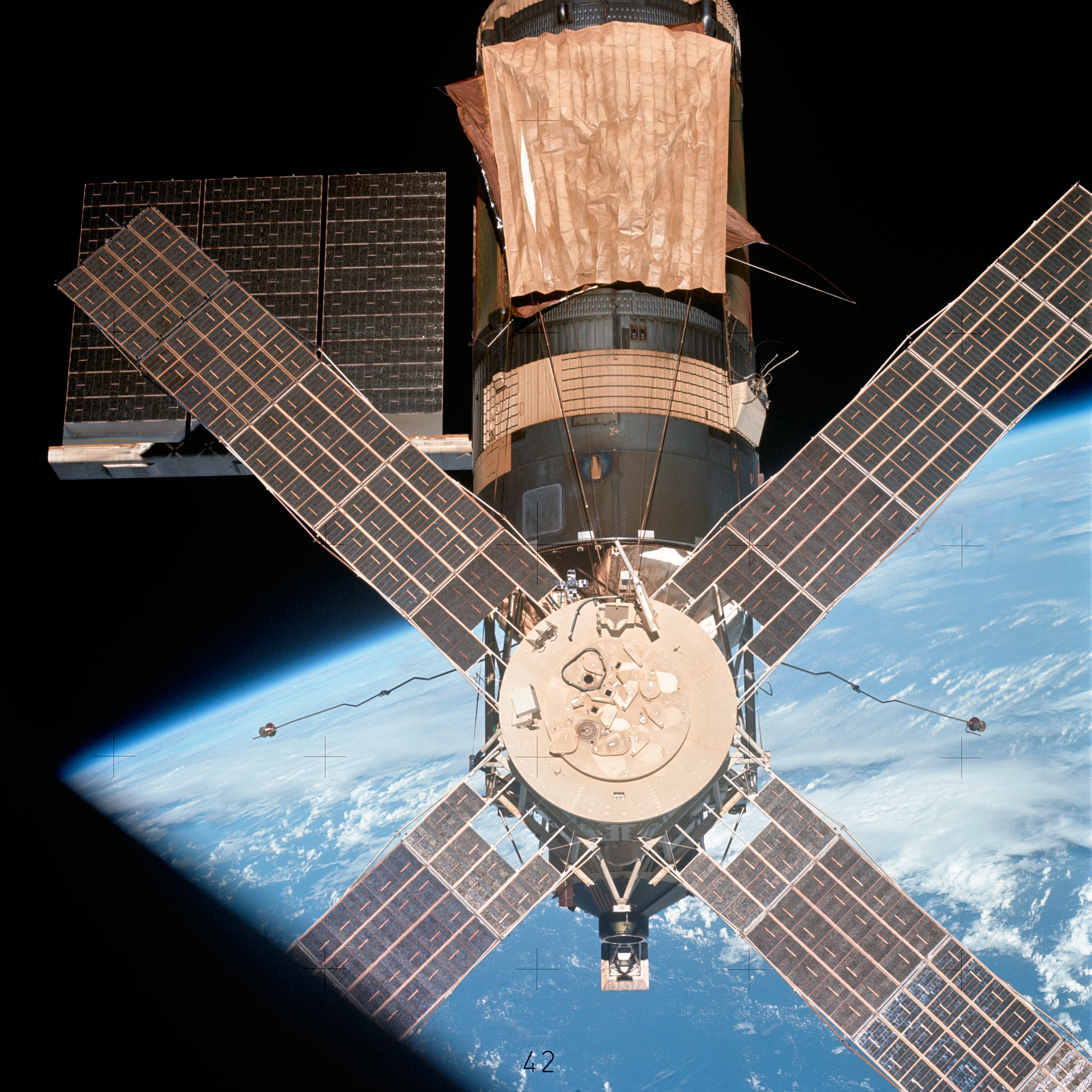
Teleskop ATM během mise Skylab 4

Apollo Telescope Mount byla sluneční observatoř připojená k první americké vesmírné stanici Skylab.
Observatoř byla ručně ovládána astronauty z paluby stanice v letech 1973 a 1974. Data získávala na fotografický film, který se vracel na Zemi s posádkou. Film musela posádka měnit v průběhu výstupů do vesmíru.
Apollo Telescope Mount byla navržena a postavena na popud Marshall Space Flight Center americké NASA. Observatoř měla osm hlavních pozorovacích přístrojů a dále několik menších experimentů. Umožňovala také pozorování na různých vlnových délkách, od ultrafialové až po infračervenou oblast.
Původní filmy byly zveřejněny v roce 2006 ve Washingtonu v Naval Research Laboratory.

## Historie
Apollo Telescope Mount byl jedním z řady projektů programu Apollo Applications Program, který zkoumal jak využít techniku vyvinutou pro Program Apollo v 70. letech. Tento projekt zahrnoval lunární základny, delší samostatné lunární mise, dlouhodobé vesmírné mise nebo řadu observatoří.
V případě této observatoře byla prvotní myšlenka umístit ji na servisní modul Apolla, později byl návrh změněn na umístění na upraveném lunárním modulu, který by obsahoval záznamové systémy a přístroje, zatímco sestupová část modulu by byla nahrazena velkým slunečním dalekohledem a solárními panely, aby měly všechny přístroje dostatek energie. Po startu byla nutná k provozu teleskopu tříčlenná posádka lodě Apollo, která by observatoř provozovala a načetla data před návratem na Zemi. Stejně jako řada dalších projektů z Apollo applications byl tento projekt zrušen a zůstala jen vesmírná stanice Skylab, zatímco projekt solární observatoře měl zůstat na papíře. Nakonec se plány změnily, observatoř měla startovat samostatně a následně se ke stanici připojit na oběžné dráze. Stanici i observatoř měly provozovat posádky Skylabu.
Když došlo ke zrušení posledních misí přistání na Měsíci, tento koncept již nebyl potřeba. NASA totiž měla k dispozici nevyužitou raketu Saturn V s dostatečnou kapacitou, aby vynesla stanici i observatoř současně. Tato změna významně přispěla k záchraně programu Skylab. Při startu totiž došlo ke zničení jednoho z hlavních solárních panelů a následně se neotevřel druhý. Díky panelům umístěným na solární observatoři měla stanice dostatek energie aby vydržela do příletu první posádky.

## Přístroje
Observatoř měla osm hlavních vědeckých přístrojů. Dohromady mohly pozorovat Slunce v rozmezí vlnových délek 2 až 7000 angstromů, což odpovídá rentgenovému ultrafialovému a viditelnému záření.
Mezi nejdůležitější přístroje patřily:
- Dva rentgenové teleskopy
- Ultrafialový spektroheliograf
- Ultrafialový spektrograf
- Ultrafialový spektroheliometr
- Koronograf pro viditelné spektrum
- Dva H-alfa teleskopy